# Mariage religieux
Pour les articles homonymes, voir Mariage (homonymie).

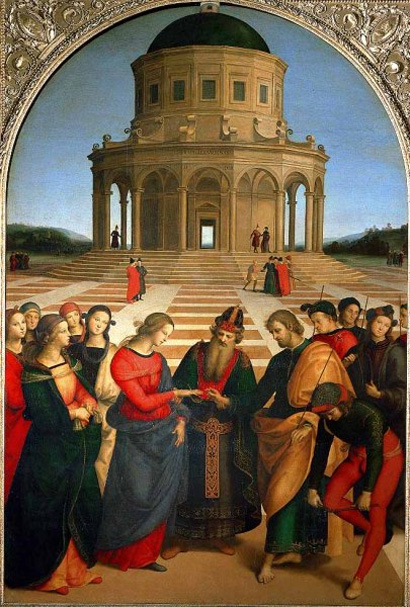
Le Mariage de la Vierge (Raphaël - 1504 - Milan)

À la différence du mariage civil, un mariage religieux est un mariage qui s'effectue dans le cadre d'une religion. Selon le cas, il peut être reconnu comme un vrai mariage et être enregistré comme tel au civil (par exemple, en Italie).

## Les mariages religieux dans le monde
Dans la religion chrétienne : voir les articles relatifs au mariage chrétien et au mariage catholique.
Dans la religion juive : voir l'article relatif au mariage juif.
Dans la religion musulmane : voir l'article consacré au droit du mariage dans la tradition musulmane.
Dans la religion hindouiste : voir l'article relatif au mariage hindou.
Dans la religion shintoïste : voir l'article relatif au mariage shinto.

### En Belgique
En Belgique, l'article 21 de la Constitution dispose que le mariage civil doit précéder l'éventuel mariage religieux.

### Au Canada
Au Canada, la définition et les conditions de fond du mariage sont de compétence fédérale (art. 91 (26) de la Loi constitutionnelle de 1867), tandis que les règles relatives à la célébration du mariage dans la province (art. 92 (13) de la Loi constitutionnelle de 1867) sont de compétence provinciale.
La Loi sur le mariage civil du législateur fédéral ne distingue pas les mariages religieux des mariages civils sur le plan des conditions de fond, mais admet au nom de la liberté de religion que les autorités religieuses ne sont pas tenues de célébrer des mariages non conformes à leur religion, la loi ayant été adoptée dans le contexte de la légalisation du mariage entre personnes de même sexe.
En vertu des lois provinciales, la célébration d'un mariage religieux équivaut à la célébration d'un mariage civil lorsqu'il respecte les exigences minimales de célébration prévues par la loi, par ex. l'exigence qu'il y ait un célébrant compétent. Les ministres de culte autorisés par la loi sont reconnus comme des célébrants compétents.

### En France
En France depuis 1791, le mariage religieux n'a plus de valeur légale. Depuis 1802 (articles organiques et autres décrets), sa célébration doit par ailleurs être précédée du mariage civil pour être légale. L'article 433-21 du code pénal punit d'un an d'emprisonnement et de 7 500 euros d'amende tout ministre d'un culte qui procède, de manière habituelle (c'est-à-dire à partir de la seconde fois,,), aux cérémonies religieuses de mariage sans que lui ait été justifié l'acte de mariage préalablement reçu par les officiers de l'état civil,,. Cette peine d'emprisonnement, étant de six mois auparavant, a été durcie par la loi de 2021 confortant le respect des principes de la République pour combattre le séparatisme religieux, et particulièrement celui lié à l'islam. Pourtant, la Cour d'appel de Paris avait jugé en 2013 que le mariage à la fātiḥa, pratique dominante chez les musulmans de France, ne tombait pas sous le coup de l'article 433-21 du fait du rôle accessoire de l'imam dans la célébration religieuse,,. Cette décision a d'ailleurs été critiquée par la doctrine comme susceptible d'induire une discrimination entre les religions.
En 1981, Alain Madelin dépose sans succès une proposition de loi pour abolir cette antériorité, dénonçant un texte « ne correspondant plus ni à l’état de notre droit, ni à celui de la société ». A la parution du Nouveau Code pénal en 1994, la peine de prison est réduite tandis que l'amende augmente ; le délit devient un délit d'habitude alors que le ministre Robert Badinter supervisant la réforme souhaitait une suppression simple du délit,. Lors du débat sur le projet de loi ouvrant le mariage aux couples de personnes de même sexe, les députés UMP Marc Le Fur et Julien Aubert ont défendu des amendements supprimant ces sanctions. Ces deux députés, ainsi que d'autres juristes,, considèrent que « cette sanction est contraire à l'article 9 de la Convention européenne des droits de l'Homme, qui garantit la liberté de pensée, de conscience et de religion ». La Convention européenne des droits de l'Homme prévoit en effet que « toute personne a droit à la liberté de pensée, de conscience et de religion ; ce droit implique la liberté de changer de religion ou de conviction, ainsi que la liberté de manifester sa religion ou sa conviction individuellement ou collectivement, en public ou en privé, par le culte, l'enseignement, les pratiques et l'accomplissement des rites ».
Parallèlement, certains milieux catholiques avancent l’idée que l’Église pourrait célébrer des mariages sans tenir compte du mariage civil (déjà « non valide » pour Rome depuis 1791) en cas de légalisation du mariage des personnes homosexuelles. Le canon tridentin pose comme fondamentales quatre conditions à la reconnaissance sacramentelle de l'union devant Dieu : les deux conjoints doivent être un homme et une femme, baptisés dans la foi chrétienne, non divorcés et prononcer leurs vœux devant un ministre du culte obligatoirement. Un couple, même marié civilement, ne peut donc prétendre à une cérémonie religieuse catholique romaine et à la reconnaissance divine du saint sacrement du mariage qu'à ces conditions incontournables depuis le concile de Trente.
L’Église protestante unie de France et l'Union des Églises protestantes d'Alsace et de Lorraine se sont prononcées pour la possibilité de bénir des mariages entre personnes de même sexe.

### En Suisse
En Suisse, il est obligatoire de conclure un mariage civil avant un éventuel mariage religieux.

### En Afrique
En Afrique noire le mariage est sacré. Il permet de garder la lignée d'un famille et la familiarisation avec d'autres peuples voisins. Le mariage simple est sanctionné par un symbole (dot) de l'homme envers les parents ( famille ) de la femme est c'est le mariage coutumier. Avant l'arrivée des religions importées, les Parents mariaient leur enfant en fonction du culte dans lequel ils sont initiés. Parfois les femmes sont adeptes d'une divinité et il faut le marié auprès de cette divinité. Au Bénin des fétiches sacrés sont même offert au couple pour consolider leur mariage vis-à-vis d'une divinité. Le mariage légales en Afrique n'est pas exiger car plusieurs n'accepte pas l'éducation des Blancs sauf ceux qui sont fonctionnaires d'état. 
Chaque peuple ou ethnie en Afrique à sa façon de célébrer le mariage en fonction de leur culture et tradition.